# Республіка Зуєва
Республіка Зуєва (рос. Республика Зуева), «Республіка старовірів» — неформальна назва адміністративного квазі-автономного утворення, що існувало в часи Другої світової війни неподалік Полоцька (сучасна Вітебська область, Білорусь). До утвору входило кілька сіл, населених головно росіянами-старовірами, які протидіяли партизанам-комуністам та платили оброк німецькій адміністрації міста Полоцька. Центром було село Заскорки, що лежить за 15 кілометрів на південний захід від Полоцька. «Республіку» організував — Михайло Євсєєвіч Зуєв (рос. Михаил Евсеевич Зуев). 

## Республіка
Михайло Зуєв був вибраний бургомістром села Заскорки (Саскоркі). Це село і стало центром району опору комуністам. 
Район сіл під своїм командуванням Михайло Зуєв називав «республікою». Район керувався невеликою радою стариків, призначених Зуєвим. В селах було відновлено приватну власність, торгівлю, поновили свою роботу старообрядницькі церкви. Суд здійснювався Зуєвим разом із радою. За дрібні провини саджали на кілька днів до холодної на хліб та воду, за тяжкі — розстрілювали. 
Села фактично мали автономію від німецької адміністрації. Платили продовольчий оброк до Полоцьку: продукти, молоко, сіно, дрова, часом дичина. 

## Історія
Селяни Заскорок, як і багато мешканців СРСР у міжвоєнний час зазнали репресій з боку радянської влади. Старообрядці, для яких релігія значила більше аніж для загалу, значно гірше сприймали атеїстичну політику влади.
Сім'я старовіра Зуєва на власному досвіді стикнулася із переслідуваннями. Двоє його синів були арештовані НКВД, та так і не повернулися — наче б то були заслані до Сибіру. Сам Зуєв двічі сидів, та вийшов на волю незадовго до 1941 року. 

### 1941
Під час бойових дій у липні 1941 року фронт обійшов стороною село Заскорки, що розташувалося поміж заболочених лісів та далеко від доріг. Бургомістром селяни вибрали Михайлоа Зуєва, потім він оформив це рішення у коменданта Полоцька.
Восени 1941 в село прийшло семеро озброєних чоловіків, з-поміж них Зуєв впізнав одного працівника НКВС в Полоцьку, що закатував багатьох людей. Приблуди назвалися партизанами та оголосили, що село зобов'язане їх утримувати. Зуєв посадив їх обідати, а сам вийшов радитися із сусідами. На раді вирішили знищити вояків. Задум вдався, отож селяни отримали першу зброю. За короткий час ще одна група людей з'явилася до села. Селяни дали їм продукти проте попросили їх одразу піти. Проте партизани наступного дня знову заявилися до села — озброєні селяни прогнали їх, а на ніч виставили караул. Нічну вилазку партизан селяни вже зустріли вогнем. 
До Заскорок приєдналося ще два сусідніх села. Для захисту від нападів партизан селяни утворили загони озброєної самооборони. Введено нічні караули. До кінця року селяни відбили вже п'ятнадцять атак партизан. 
Коли ж закінчилися боєприпаси, наприкінці 1941 року, Зуєв звернувся до німецької адміністрації Полоцька із пропозицією надати боєприпаси в обмін на недопущення партизан до сіл під його управлінням. Знаючи відношення старовірів до комуністів військова адміністрація неофіційно, але видала їм 50 гвинтівок та патрони. 

### 1942
Ще кілька навколишніх сіл прислали до Зуєва ходоків з проханням взяти їх під свій захист — Зуєв дав згоду. На початку 1942 року загони Зуєва здійснили рейди у більш віддаленні села та повибивали з них партизан. Також до загонів Михайлоа Зуєва почали вливатися перебіжчики з партизанських загонів. 
Весною військо Зуєва поповнилося чотирма російськими кулеметами. Введено сувору дисципліну — за провини саджали до холодної на хліб та воду, за тяжкі провини аж до розстрілу. 

### 1943
Взимку 1942-43 селяни змогли відбити напади партизанських загонів і на Заскорки і на два сусідніх села. 
Весною в селі вперше за всю війну з'явився загін поліції під керівництвом естонця, що шукали партизан. З цією метою загін мав намір розквартируватися в селі на якийсь час. Зуєв будучи зі своїм загоном пояснив, що партизан тут не має і не буде, а отже і поліції нічого робити в його селах, інакше він застосує проти неї силу. Поліція пішла. Наступного дня Михайло Зуєв подав рапорт про інцидент коменданту Полоцька. Той пообіцяв, що у разі претензій з боку СС, якій підпорядковувалася поліція, він постарається залагодити конфлікт. 
Партизани почувши про події також запропонували свою поміч у конфлікті з поліцією, проте Зуєв відмовився. Також Зуєв відмовився на пропозицію коменданта виїхати до Полоцька на перемовини, пообіцявши і надалі справно платити продовольчий податок та не допускати партизан, за умови що німецька адміністрація не буде втручатися до його району. Більше німці в село не навідувалися.  Німецька адміністрація фактично визнала автономію територій із центром у селі Заскорки та погодилася не втручатися у внутрішні справи «Республіки старовірів».

### 1944
Коли німецька армія в червні-липні відступала з Полоцька, Зуєв разом із кількома тисячами селян пішов на Захід, до них також приєдналася комендатура Полоцька. Свою місцевість селяни знали добре, тому попри кілька сутичок із партизанами вони відносно легко змогли пробитися. За майже місяць Зуєв вивів своїх людей спершу в Польщу, а згодом до Східної Пруссії. 

### Після відходу
В Пруссії його група розпалася. Сам Михайло Зуєв вступив у 2-у піхотну дивізію Власова. У чині поручика разом із Російською визвольною армією брав участь в останньому поході Власова. Подальша його доля не відома. 
Частина старовірів, які залишилися почали вести партизанську боротьбу проти Червоної армії. Боротьба під Полоцьком протривала аж до 1947 року. 

## Дивись також
- Локотська республіка
- Михайло Вітушко